# Ctenochira punctata
Ctenochira punctata là một loài tò vò trong họ Ichneumonidae.